# Bazarnyj Syzgan
Bazarnyj Syzgan (in russo Базарный Сызган?) è un villaggio operaio della Russia europea, situato nell'oblast' di Ul'janovsk. È il centro amministrativo del rajon Bazarnosyzganskij.
Si trova 170 km a sud-ovest di Ul'janovsk. Nel villaggio si trova la stazione ferroviaria «Bazarnaja» della Ferrovia Transiberiana.